# Нав (Коррез)
Нав (фр. Naves, окс. Navas) — коммуна во Франции, находится в регионе Лимузен. Департамент — Коррез. Входит в состав кантона Тюль-Кампань-Нор. Округ коммуны — Тюль.
Код INSEE коммуны — 19146.
Коммуна расположена приблизительно в 400 км к югу от Парижа, в 75 км юго-восточнее Лиможа, в 6 км к северу от Тюля.

## Население
Население коммуны на 2008 год составляло 2274 человек.
| 1962 | 1968 | 1975 | 1982 | 1990 | 1999 | 2008 |
| ---- | ---- | ---- | ---- | ---- | ---- | ---- |
| 1410 | 1386 | 1534 | 1912 | 2187 | 2036 | 2274 |

## Администрация
| Период | Период | Фамилия   | Партия                    | Примечания |
| ------ | ------ | --------- | ------------------------- | ---------- |
| 2001   | 2008   | Морис Бар | Союз за народное движение |            |
| 2008   |        | Ален Брет | Социалистическая партия   |            |

## Экономика
В 2007 году среди 1538 человек в трудоспособном возрасте (15-64 лет) 1065 были экономически активными, 473 — неактивными (показатель активности — 69,2 %, в 1999 году было 73,9 %). Из 1065 активных работали 1016 человек (506 мужчин и 510 женщин), безработных было 49 (25 мужчин и 24 женщины). Среди 473 неактивных 169 человек были учениками или студентами, 239 — пенсионерами, 65 были неактивными по другим причинам.

## Достопримечательности
- Замок Баш (1882 год). Памятник истории с 1993 года[3]
- Руины галло-римских построек. Памятник истории с 1840 года[4]
- Водный источник (XIV век). Памятник истории с 1927 года[5]
- Церковь Сен-Пьер (XIV век). Памятник истории с 1977 года[6]

## Фотогалерея

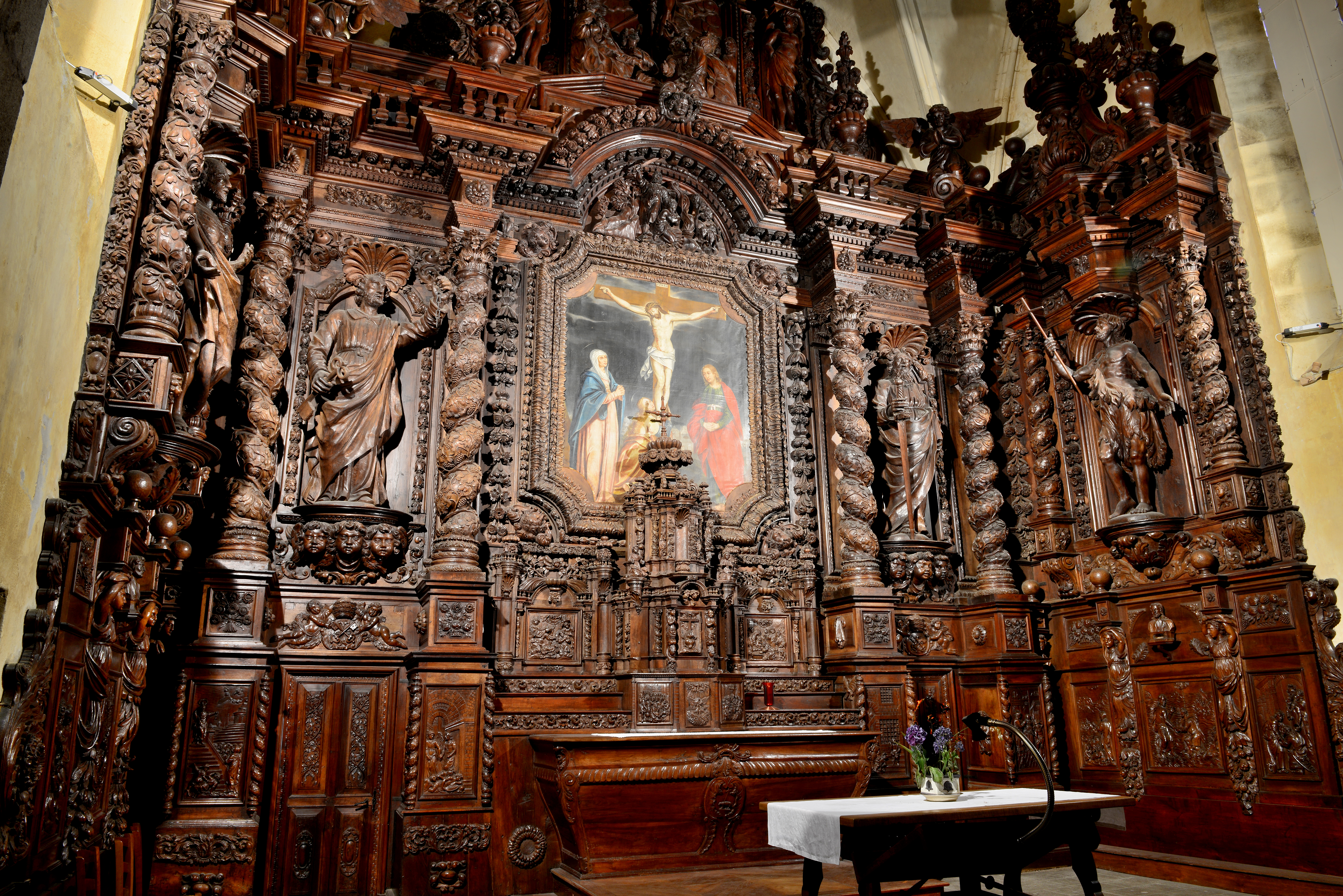
Интерьер церкви Сен-Пьер
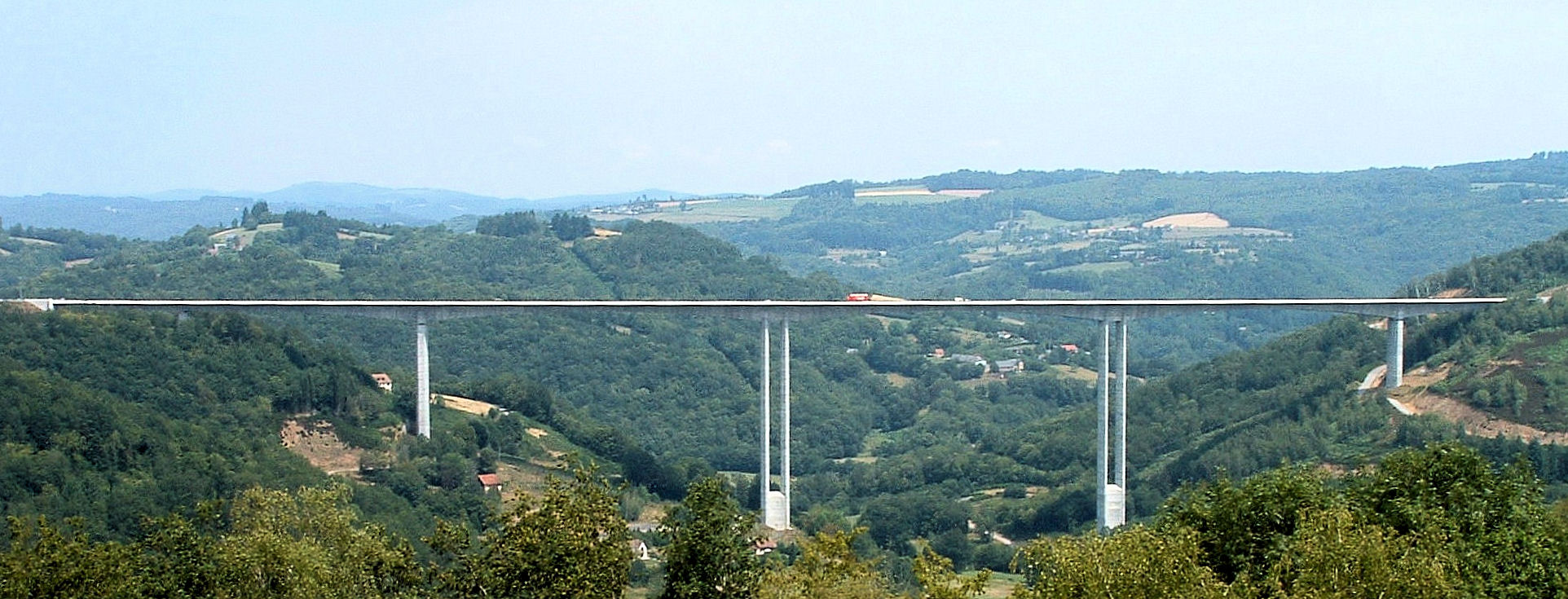
Виадук Пей-де-Тюль
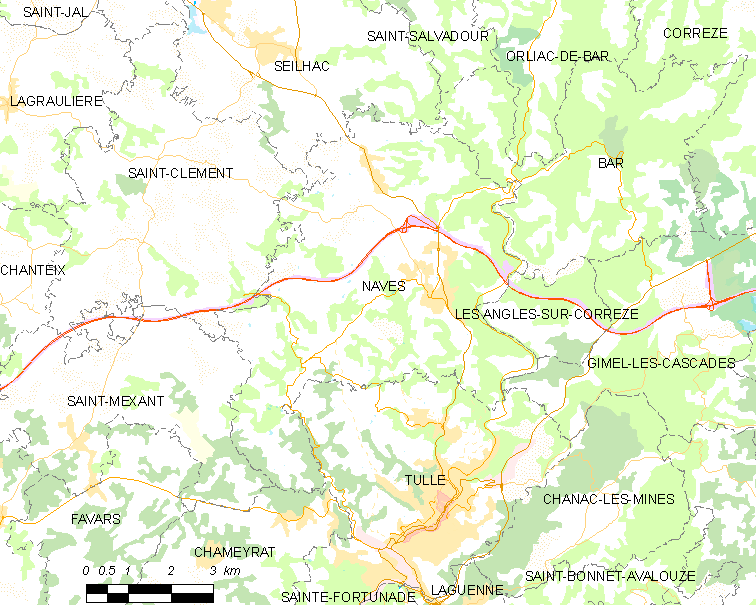
Карта коммуны